# Ronan Hardiman
Ronan Hardiman (n. Dublín, Irlanda; 1961) es un músico y compositor irlandés dentro del género New Age. El cual se caracteriza por la mezcla de piano, voces y ambientes celtas de su natal Irlanda.

## Biografía
Mucho antes de ser músico y compositor, Ronan Hardiman trabajaba en el Bank of Ireland como un simple cajero, situación que decidió cambiar para cumplir su mayor sueño: ser compositor. En verdad nunca imaginó el éxito y las aclamaciones que esto acarrearía. Todo esto sucedió en 1990, pero tendrían que pasar tres años para que pudiera sacar a luz su primer álbum, Celtic classics 1 con el seudónimo de Shanon. A este le siguió Celtic classics II, sin embargo el éxito vendría en 1996 cuando se le dispuso formara la música del afamado espectáculo de baile The Lord of the Dance, el cual era conducido por Michael Flatley. El disco fue un éxito rotundo que vendió más de dos millones de copias en el mundo y además se mantuvo en el número 1 de la lista Billboard. A este le seguirían otros discos entre ellos Solas, Anthem, etc.

## Discografía
- Celtic classics 1 (1993).
- Celtic classics II (1995).
- The lord of the dance (1996).
- Solas (1997).
- Anthem (2000).
- Feet of flames (2001).
- Celtic tiger (2006).

## Música
La música de Ronan Hardiman suele ser variada, ya que en discos como The lord of the dance los ritmos celtas suelen ser principales, con gaitas, teclado, voces, cuerdas, etc. En cambio Solas suele manejar una atmósfera tranquila, con música relajante donde predomina el electrónico, teclado y voces suelen ser lo principal.